# Edward Karłowicz

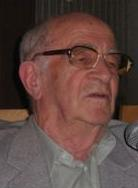
Edward Karłowicz, Warszawa, 12 września 2006 r.

Edward Karłowicz (ur. 13 stycznia 1921, zm. 15 grudnia 2013 w Warszawie) – polski chemik, dziennikarz, reportażysta i publicysta.

## Życiorys
Syn Maurycego. Z wykształcenia chemik, w czasie wojny - żołnierz, potem nauczyciel polskich dzieci w Kazachstanie. Repatriant roku 1946, inicjator powstania i redaktor takich pism jak tygodnik „Świat”, „Poznaj Świat”. Był autorem tekstów satyrycznych i popularnonaukowych, tłumaczem literatury rosyjskiej. Publikował m.in. na łamach tygodnika „Świat”, „Poznaj Świat”, „Wiedzy i Życia” oraz „Problemów”. Był członkiem Stowarzyszenia Dziennikarzy Polskich. Wieloletni członek Stowarzyszenia Autorów ZAiKS w sekcji Autorów Prac Publicystycznych, członek władz Stowarzyszenia.

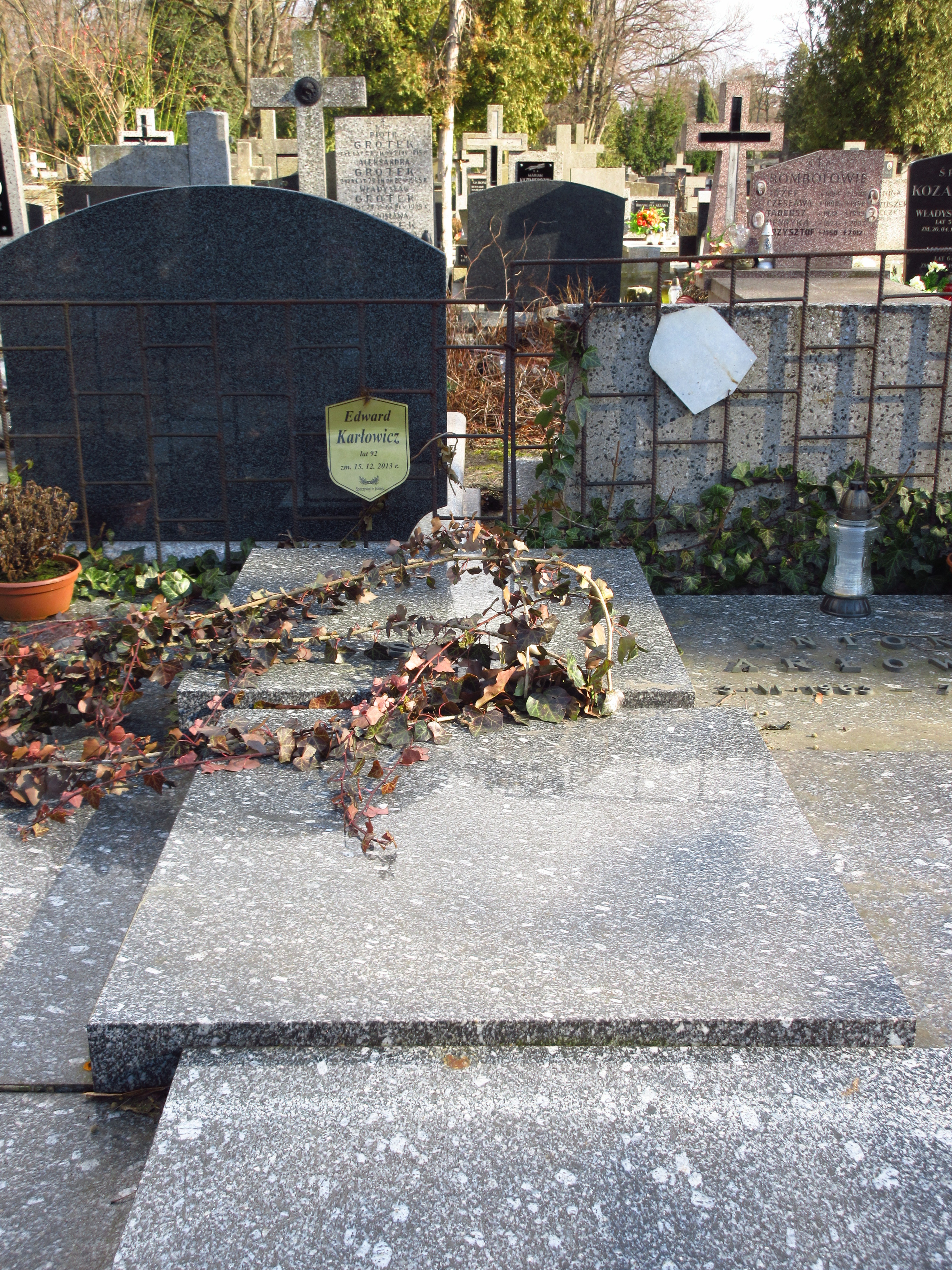
Grób Edwarda Karłowicza na cmentarzu Bródnowskim.

Był mężem Marii Karłowiczowej. Mieszkał w Warszawie. Pochowany 20 grudnia 2013 na cmentarzu Bródnowskim (kwatera 77B-6-12).

## Twórczość
- W kraju styczniowych róż („Iskry” 1954)
- Moskwa (Wiedza Powszechna 1966; Wyd. 2 zmienione i rozszerzone: Wiedza Powszechna 1976)
- 500 pytań i odpowiedzi o ZSRR (Wiedza Powszechna 1969)
- Najdalsza ziemia (Biuro Wydawnicze „Ruch” 1971; Krajowa Agencja Wydawnicza 1975)
- 500 zagadek filatelistycznych (Wiedza Powszechna 1974)
- Od Kopernika do kosmonautów (Biuro Wydawniczo-Propagandowe RSW „Prasa Książka Ruch” 1974)
- Palmy pod śniegiem (Abchazja) (Młodzieżowa Agencja Wydawnicza 1985, ISBN 83-20-3191-3-7)

## Odznaczenia
- Medal 10-lecia Polski Ludowej (1955)[1]
- Medal ZAiKS-u (2013)[6]
- Odznaka Honorowa ZAiKS-u (1998)[6]